# Primario (álbum de DLD)
Primario es el quinto álbum de estudio de la banda mexicana de rock alternativo, DLD. Fue lanzado en 2012 bajo el sello de Sony Music.
Fue producido por Armando Ávila y editado por Chris Lord-Alge. Con este álbum fue con el que adquirieron cierta popularidad en los medios artísticos del país.

## Pistas del álbum
| N.º | Título                            | Duración |  |
| 1.  | «Animal»                          | 3:57     |  |
| 2.  | «Arsénico»                        | 3:17     |  |
| 3.  | «Sea»                             | 3:50     |  |
| 4.  | «Todo cuenta»                     | 3:53     |  |
| 5.  | «A distancia»                     | 4:23     |  |
| 6.  | «El tamaño de las cosas»          | 4:25     |  |
| 7.  | «Canción de cuna»                 | 3:58     |  |
| 8.  | «Necesidad»                       | 3:33     |  |
| 9.  | «La era moderna»                  | 3:21     |  |
| 10. | «Viernes»                         | 3:52     |  |
| 11. | «Mi voz»                          | 3:57     |  |
| 12. | «Canción de cuna» (Versión piano) | 3:58     |  |